# Scaring Women at Night
Scaring Women at Night es un cortometraje dramático canadiense, dirigido por Karimah Zakia Issa y estrenado en 2022. La película está protagonizada por Izaiah Dockery como Ash, un hombre negro y  transgénero que camina solo en la oscuridad, pero se pone muy nervioso porque Ella (Kavita Musty), una mujer que también camina sola cerca, podría verlo como una amenaza.
La película se estrenó en el programa Short Cuts del Festival Internacional de Cine de Toronto 2022.

## Premios
La película se proyectó en el Festival de Cine y Vídeo Inside Out 2023, donde Issa ganó el premio a Artista Canadiense Emergente.
La película ganó el Premio Iris 2023 al mejor cortometraje de temática LGBT.